# هرمان كارل جورج براندت
هرمان كارل جورج براندت (بالإنجليزية: Hermann Carl George Brandt)‏ هو لغوي أمريكي، ولد في 1850، وتوفي في 1920.